# Södingberg
Södingberg è un villaggio con 793 abitanti (al 1º gennaio 2022) e una comunità catastale nel distretto giudiziario o distretto di Voitsberg in Stiria, Austria.
Fino al 2015, Södingberg era anche un comune autonomo. Tuttavia, il 1º gennaio 2015, nell'ambito della riforma strutturale dei comuni in Stiria, è stato fuso con il comune di Geistthal, e la nuova entità amministrativa ora porta il nome di "Geistthal-Södingberg''.

## Geografia fisica
Södingberg si trova a ovest di Graz. L'ex comune era composto dalla sola comunità catastale e dal villaggio di Södingberg.